# Франсиско Мария де Бурбон и Бурбон
Франсиско Мария Исабель де Бурбон-и-Бурбон, 1-й герцог Марчена (исп. Francisco María Isabel de Borbón y Borbón, duque de Marchena; 20 августа 1861, Мадрид — 17 ноября 1923, Нёйи-сюр-Сен) — испанский аристократ королевской крови, тесно связанным с королевской семьей Испании, а также связанной с королевскими семьями Португалия и Обеих Сицилий.
Племянник короля-консорта Испании Франсиско де Асиса, мужа Изабеллы II. Родственник самой Изабеллы II, а также её соперника: короля карлистов Карлоса VI; двоюродный брат Альфонсо XII и двоюродный дядя Альфонсо XIII.

## Семейное происхождение
Старший сын испанского инфанта дона Себастьяна Габриэля де Бурбон-и-Браганса (1811—1875), также инфанта Португалии, великого приора Кастилии и Леона в Ордене Святого Иоанна Иерусалимского, и доньи Марии Кристины де Бурбон-и-Бурбон (1833—1902), его второй жены, сестры короля Франсиско де Асиса. Его отец имел большое состояние как наследник второстепенной линии испанского королевского дома, ведущей свое начало от инфанте дона Габриэля, сына короля Карлоса III. Его мать звали Инфанта Боба из-за ее маленького роста.
Его дедушкой и бабушкой по отцовской линии были инфанты Испании и Португалии, дон Педро Карлос де Бурбон-и-Браганса (1786—1812) и Донья Мария Тереза де Браганса-и-Бурбон (1793—1874), его жена, принцесса Бейра (которую называли королевой Испании за её второй брак с инфантом-претендентом доном Карлосом Марией Исидро (1788—1855), основателем карлистской линии Бурбонов. А по материнской линии его дедом и бабкой были испанский инфант дон Франсиско де Паула де Бурбон-и-Бурбон-Парма, герцог Кадис (1794—1865), и принцесса Луиза Карлота Бурбон-Ситцилийская (1804—1844), его первая жена.
Среди его прадедов и прадедов были короли Испании Карлос IV и Мария Луиза Пармская, а также Карлос III и Мария Амалия Саксонская, от которых он происходил по разным линиям, а также короли Португалии Мария I и Педру III, Жуан VI и Карлота Хоакина де Бурбон, а также король Обеих Сицилий Франсиско I и Мария Изабель де Бурбон.
Несмотря на то, что он родился от династического брака между инфантами Испании, Франсиско не имел этого достоинства и не рассматривался как Королевское Высочество. Это было то, что королева Изабелла II решила для всех детей от указанного брака, отчасти по экономическим причинам, поскольку огромного личного состояния дона Себастьяна Габриэля было достаточно, чтобы достойно содержать его потомство, и, таким образом, на их содержание не тратились деньги из королевской казны.

## Ранние годы
Франсиско Мария родился в Мадриде 20 августа 1861 года, во времена правления его тети Изабеллы II, невестки и двоюродной сестры его родителей. Он был еще в младенчестве, когда королева 11 февраля 1862 года наградила его Орденом Золотого руна.
В возрасте девяти лет, в результате революции, свергнувшей его тетю в 1868 году, Франсиско вместе с родителями отправился в изгнание. После пребывания в Биаррице они поселились в беарнезском городе По, на вилле Лабурдетт. И вот его отец умер 14 февраля 1875 года, когда в Испании только что была восстановлена монархия и династия Бурбонов.
Вскоре после этого он вернулся со своей матерью и четырьмя братьями ко двору, где новый король Альфонсо XII, его двоюродный брат, лично позаботился о них, так как казалось, что донья Мария Кристина, инфанта Боба, не способна принять ответственности своих детей. Король отправил своих двоюродных братьев в Терезианум в Вене, престижную школу, где он сам учился, и назначил Хосе Мариано Киндос-и-Техаду, маркиза Сан-Сатурнино, их наставником и куратором.
В 1880 году маркиз Сан-Сатурнино запросил для Франсиско Марии правопреемства в сане великого приора Кастилии-и-Леона в Ордене Сан-Хуан, которым пользовался его отец как обладатель родового майората, основанного королем Карлосом III. Но эта просьба не была удовлетворена, принимая во внимание, что этот младенческий возраст был отменен Законом о необязательности 1820 года и Законом о конфискации 1856 года, которые применяли к государству сборы указанного приказа, и что пенсия, которая по этому понятию и как бремя правосудия умерший инфант получал из бюджета, это была компенсация на всю жизнь.
Франсиско Мария был человеком хрупкого здоровья, вспыльчивого характера и тусклых глаз, возможно, страдал каким-то психическим заболеванием.7
В возрасте двадцати четырех лет он был удостоен титула герцога Марчена, став грандом Испании. Альфонсо XII даровал ему герцогский титул королевской хартией от 30 июля 1885 года. Пять месяцев спустя этот король, его двоюродный брат и защитник, скончался. И с тех пор королева Мария Кристина продолжала присматривать за Франциско и его братьями. Он также даровал двум из них герцогские титулы: Дуркаль и Ансола. И для всех старался устроить неравные, но выгодные браки.

## Брак и рогоносец
Франсиско Мария де Бурбон заключил морганатический брак с Марией дель Пилар де Мугиро-и-Беруэте (17 января 1869 — 24 февраля 1926). Свадьба была отпразднована с королевской лицензией в Мадриде 7 января 1886 года, и она была дочерью богатого бизнесмена и политика из Наварры Фермина де Мугиро-и-Азкарате (1831—1892), 1-го графа Мугуиро, депутата кортесов и сенатора, и Марии де лос Анхелес де Беруэте-и-Море (1844—1904), его второй жены, графини Барсил (папский титул).
Франсиско и Пилар поселились в Париже, где родились их три дочери, но их сосуществование с самого начала было непростым и бурным, с частыми бурными нападками со стороны мужа, и они фактически расстались через несколько лет.
У неё был роман с армянином сэром Василием Захарофф (1849—1936), финансовым магнатом, крупным торговцем оружием и одним из самых богатых людей Европы того времени, с которым она подружилась во время их медового месяца. Сэр Василий приобрел для герцогини замок Балинкур в долине Уазы, Франция. Он купил его у баронессы де Воган, бывшей «официальной» любовницы короля Бельгии Леопольда II.
Герцог Марчена снова фигурировал при дворе короля Альфонсо XIII, его двоюродного племянника. Но он закончил свои дни в парижском санатории. Он умер 17 ноября 1923 года в городке Нейи-сюр-Сен, на окраине французской столицы, и был похоронен в часовне замка Балинкур.
После его смерти король Испании Альфонсо XIII даровал в 1924 году его вдове пожизненный титул герцогини Вильяфранка-де-лос-Кабальерос и дал ей королевское разрешение выйти замуж за человека, который был ее любовником на протяжении многих лет. Свадьба состоялась 22 сентября 1924 года в той же часовне, где лежал покойный герцог, и Василий Захарофф усыновил двух его выживших дочерей. Но этот новый брак едва продержался полтора года, так как Пилар умерла в Монако 24 февраля 1926 года.

## Потомки
От его брака с Пилар Мугуиро родились три дочери:
- Мария Кристина де Бурбон-и-Мугиро, 2-я герцогиня Марчена (с 1923), которая родилась в Париже 27 июля 1889 года и умерла в Лондоне 3 октября 1981 года. Она вышла замуж в Париже 11 ноября 1911 года за Леопольда Герберта Джорджа Уолфорда (1881—1958), британского судовладельца, чьи дела и состояние были тесно связаны с делами Василия Захароффа. У супругов было двое детей (сын и дочь). 4-й и нынешний герцог Марчена — её внук Хуан Хакобо Уолфорд Хокинс-и-де-Бурбон, родившийся в Лондоне в 1941 году.
- Елена де Бурбон-и-Мугиро, родившаяся 30 июля 1890 года в Париже, где и умерла в одиночестве 3 января 1909 года.
- Мария де лос Анхелес де Бурбон-и-Мугиро, родившаяся в Париже 24 июля 1895 года и окончившая жизнь в Абано-Терме (Венето, Италия) 19 июля 1964 года. Она вышла замуж в замке Балинкур 15 июня 1920 года за польского графа Яна Остророга (1896—1975), представителя в Стамбуле компаний Василия Захарофф.

## Награды
- 1-й герцог де Марчена, гранд Испании (30 июля 1885)
- Кавалер Ордена Золотого руна (11 февраля 1862)
- Кавалер Real Maestranza de Cavalry of Valencia (1885)
- Кавалер Большого креста Ордена Христа, Португалия
- Кавалер Большого креста Ордена Ависа, Португалия.